# Goa'uld
Goa'uldi su izmišljeni likovi iz serije Zvjezdana vrata SG-1. Prikazani su kao parazitska bića čiji opstanak ovisi o uzimanju drugog bića za slugu. Goa'uldi potječu s planeta koji je Zvjezdana vrata SG-1 označio kao P3X-888. Prije mnogo godina oni su bili primitivni zmijoliki oblik života sve dok u njihovu krv nije dospjela određena količina vanzemaljskog elementa Naquadaha i tada su postali svjesna bića. Oni su utjelovljenje čistog zla. Pokoravaju svjetove koristeći se sistemom Zvjezdanih vrata, predstavljajući se manje naprednim civilizacijama kao bogovi.

## Nastanak
Prva vrsta koju su koristili za sluge su bili Unasi ali su vrlo brzo prešli na ljude, koje su odveli s njihovog matičnog planeta Zemlje na druge planete kao radnike, jer je ljudsko tijelo najlakše za iscjeljenje. Mogu živjeti tisućama godina, zahvaljujući takozvanim sarkofazima koji imaju moć da iscjeljuju žive i mrtve vraćaju u život. Kako bi postali sposobni preuzeti slugu moraju sazrijeti. Nezreli Goa'uld koristi Jaffe, vrstu vrlo sličnu ljudima kao žive inkubatore. Također sazrijevaju u vodenim kontejnerima kroz koje teče stalna električna energija. Pored toga što služe kao inkubatori za nezrele simbionte Jaffe predstavljaju goa'uldsku najodaniju vojsku. Simbionte kote aseksualne majke, goa'uldske kraljice. Svaki novorođeni simbiont genetski nasljeđuje sve znanje svoje majke (osim ako ga majka ne želi prenijeti na potomka).

## Izgled
Simbionti se razlikuju po izgledu ovisno o stupnju razvoja. Mladi simbiont je bjeliji s dva crna oka, a stariji i zreliji su sivo-zelenkasti. Većina njih ima četiri svijetla crvena oka i peraje koje im omogućavaju kretanje u vodenoj sredini. Kada uzimaju nekog za slugu stvaraju kanal sa stražnje strane vrata kroz koji ulaze i omotavaju se oko žrtvine produžene moždine te prodiru u mozak. Tako u roku nekoliko trenutaka potisnu svijest žrtve i preuzimaju kontrolu nad njezinim tijelom. 
Njihovo društvo je robovlasničkog karaktera. Na vrhu hijerarhijske ljestvice nalaze se Sistemski lordovi. Ispod njih su niži Goa'uldi koji teže položaju među sistemskim lordovima i na kraju idu robovi - pokoreni narodi koji služe Goa'uldima.